# Wuteëlit
Wuteëlit, pleme Yuit Eskima iz sjeveroistočnog Sibira naseljeno nekada u dva sela, Cherinak i Chenlin. U nekadašnjem selu Chenlin živjeli su zajedno s Čukčima sve do 1880., nakon čega su zbog nekog razloga (možda nestašice u hrani) odselili ili na otok Sv. Lovrijenca ili u drugo selo Cherinak, blizu rta Ulakhpen. Cherinak je 1895. imao 14 kuća i 77 stanovnika, ali mu broj opada, pa ih je 1901. preostalo 58 u 8 kuća. 

## Vanjske poveznice
- John Reed Swanton